# Стационе Сант'Анђело-Чиниђано (Сијена)
Стационе Сант'Анђело-Чиниђано је насеље у Италији у округу Сијена, региону Тоскана.
Према процени из 2011. у насељу је живело 185 становника. Насеље се налази на надморској висини од 109 м.